# Niels Gaul
Niels Gaul (* 1975) ist ein deutscher Byzantinist.

## Leben
Niels Gaul studierte an der Universität Bonn, erwarb einen Master-Abschluss in Oxford und wurde 2008 an Universität Bonn promoviert. Von 2005 bis 2007 hatte er ein Dilts-Lyell-Forschungsstipendium für griechische Paläographie am Lincoln College, Oxford. Er lehrte von 2007 bis 2015 Byzantinistik an der Central European University in Budapest und hat seit 2015 den A. G. Leventis-Lehrstuhl für Byzantinistik an der Universität Edinburgh inne. 
Seine Forschungsschwerpunkte sind in der mittel- und spätbyzantinischen Zeit zu finden.

## Schriften (Auswahl)
- Thomas Magistros und die spätbyzantinische Sophistik. Studien zum Humanismus urbaner Eliten in der frühen Palaiologenzeit. Harrassowitz, Wiesbaden 2011, ISBN 978-3-447-05697-7 (Dissertation).
- mit Volker Menze, Csanád Bálint (Hrsg.): Center, province and periphery in the age of Constantine VII Porphyrogennetos. From De ceremoniis to De administrando imperio. Harrassowitz, Wiesbaden 2018, ISBN 3-447-10929-7.